# Golshifteh Farahani
Golshifteh Farahani (persiska: گلشیفته فراهانی), född Rahavard Farahani den 10 juli 1983 i Teheran, Iran, är en iransk-fransk skådespelare. Hon är känd för sina framträdanden i M for Mother (Mim mesle madar) (2006), Body of Lies (2008), About Elly (2009), Tålamodets sten (2012), Paterson (2016), Girls of the Sun (2018) och Extraction (2020). Hon nominerades till priset som mest lovande skådespelerska för Tålamodets sten vid Césargalan 2014. Hon spelade även i Pirates of the Caribbean: Salazar's Revenge (2017).
Farahani debuterade som skådespelare i Iran i Dariush Mehrjuis Päronträdet (Derakhte Golabi). För denna roll tilldelades hon det internationella priset "Guld-simorgh" som bästa skådespelare vid Fajr filmfestival i Teheran.

## Filmografi i urval
- 1998 – Derakhte Golabi
- 2003 – Deux fereshté
- 2004 – Boutique
- 2004 – The Tear of the Cold
- 2006 – Mim mesle madar
- 2008 – Body of Lies
- 2009 – About Elly (TV-film)
- 2011 – Si tu meurs, je te tue
- 2014 – Rosewater
- 2016 – Paterson
- 2017 – Pirates of the Caribbean: Salazar's Revenge
- 2017 – The Song of Scorpions
- 2018 – Girls of the Sun
- 2019 – Terapi i Tunisien
- 2020 – Extraction
- 2021 – Invasion (TV-serie)
- 2022 – Frère et Sœur
- 2023 – Extraction 2
- 2024 – Wilhelm Tell
- 2025 – Alpha